# Église Sainte-Félicité-et-Sainte-Perpétue de Tebourba
Pour les articles homonymes, voir Église Sainte-Félicité.
L'église Sainte-Félicité-et-Sainte-Perpétue de Tebourba, située dans la ville de Tebourba en Tunisie, est une église catholique construite à l'époque du protectorat français. Cédée au gouvernement tunisien en 1964, elle abrite désormais la bibliothèque publique de la ville. Le bâtiment est classé monument historique par l'arrêté du 1er septembre 2000.

## Premiers édifices
La création de la Société civile et immobilière de Schuiggui est à l'origine de la construction de la première chapelle sur le domaine du même nom en 1888. Il est en effet nécessaire d'assurer un soutien spirituel aux 392 employés, majoritairement siciliens, de ce vaste domaine de 3 000 hectares acquis avant l'instauration du protectorat.
Construit sur de mauvaises fondations, le bâtiment se lézarde bientôt et il est nécessaire de le détruire. Seule la cloche peut être récupérée pour être réinstallée dans le clocher de la nouvelle chapelle qui est inaugurée en 1898 par l'archevêque de Carthage, Clément Combes.
Mais l'implantation de la paroisse à Schuiggui crée beaucoup de mécontentement dans la population chrétienne de Tebourba qui se monte alors à 184 fidèles. On lui reproche son éloignement et la difficulté des rapports avec les gérants de l'exploitation. L'abbé Andrieux, qui est arrivé en 1900, relaie ces griefs à l'archevêché et obtient le transfert de la paroisse à Tebourba en 1901.

## Construction de l'église

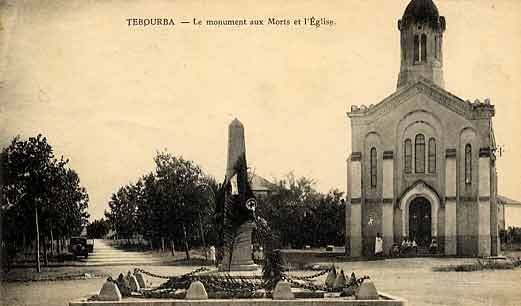
Première église de Tebourba dans les années 1910.

Faute de lieu de culte dans la ville, les messes se tiennent dans les locaux disponibles, d'abord une tente, puis une grange, un fondouk et enfin l'huilerie dite Maïana. Pour mettre fin à ce nomadisme, l'archevêché décide de prendre en location pour neuf ans l'huilerie Masserat Kasbah en attendant la construction d'un lieu de culte définitif.
Le 7 avril 1903, la première pierre de l'église est posée. Elle provient des ruines d'une basilique romaine située à proximité. Il faut plus de deux ans pour terminer l'édifice qui est béni le 10 décembre 1905.
Les vitraux du choeur sont offerts par un paroissien, Félix Fleury du Sert, dont le fils vient d'être ordonné prêtre en Ardèche. L'édifice est mis sous la protection de saintes Perpétue et Félicité qui étaient originaires de l'actuelle Tebourba. Bien que le presbytère soit achevé en 1909, il faut attendre 1912 pour qu'un prêtre titulaire soit nommé à Tebourba. En attendant, les horaires des offices dépendent de la disponibilité de l'abbé Pierregrosse qui réside à Tunis et les enfants, qui n'ont pas la possibilité d'aller au catéchisme à Chaouat, en sont réduits à attendre les rares passages de ce prélat épisodique.

## Destruction pendant la guerre
Pendant la campagne de Tunisie, la ville de Tebourba est le lieu de violents affrontements entre les armées américaines et anglaises et les forces allemandes à la fin de l'année 1942. Lorsque les habitants regagnent leurs foyers, ils découvrent une église complètement détruite. L'abside qui avait été refaite en 1939 a été pulvérisée par des bombes américaines. Le clocher est sur le point de s'effondrer ; on décide de le miner avant qu'il ne s'écroule mais la charge, mal placée, achève de détruire l'édifice. Seule la cloche, bénie en 1905, peut être sauvée.

## Reconstruction
Une salle du presbytère est remise en état pour y accueillir les offices célébrés par l'abbé Lanoir puis l'abbé Pelloquin qui arrive en 1946. La tâche qui attend ce dernier est immense. Sa paroisse couvre maintenant les églises de Schuiggui, El Batan et Borj Toum.
Contrairement aux autres villes de Tunisie qui ont souffert des combats et des bombardements, les habitants de Tebourba refusent d'attendre le versement des dommages de guerre pour reconstruire leur lieu de culte. L'abbé Pelloquin lance une souscription pour récupérer les fonds nécessaires et contacte un architecte, Roger Dianoux, et un ingénieur structure qui acceptent de travailler bénévolement sur le projet.
Le budget qui s'élève à neuf millions de francs est réuni et la première pierre est posée le 5 janvier 1947. Il s'agit de la première pierre de l'ancienne église, elle-même extraite d'une basilique romaine, qu'on a pu récupérer. Le retentissement est national puisque c'est le premier chantier de reconstruction d'une église à être lancé en Tunisie et la cérémonie est retransmise par Radio Tunis.

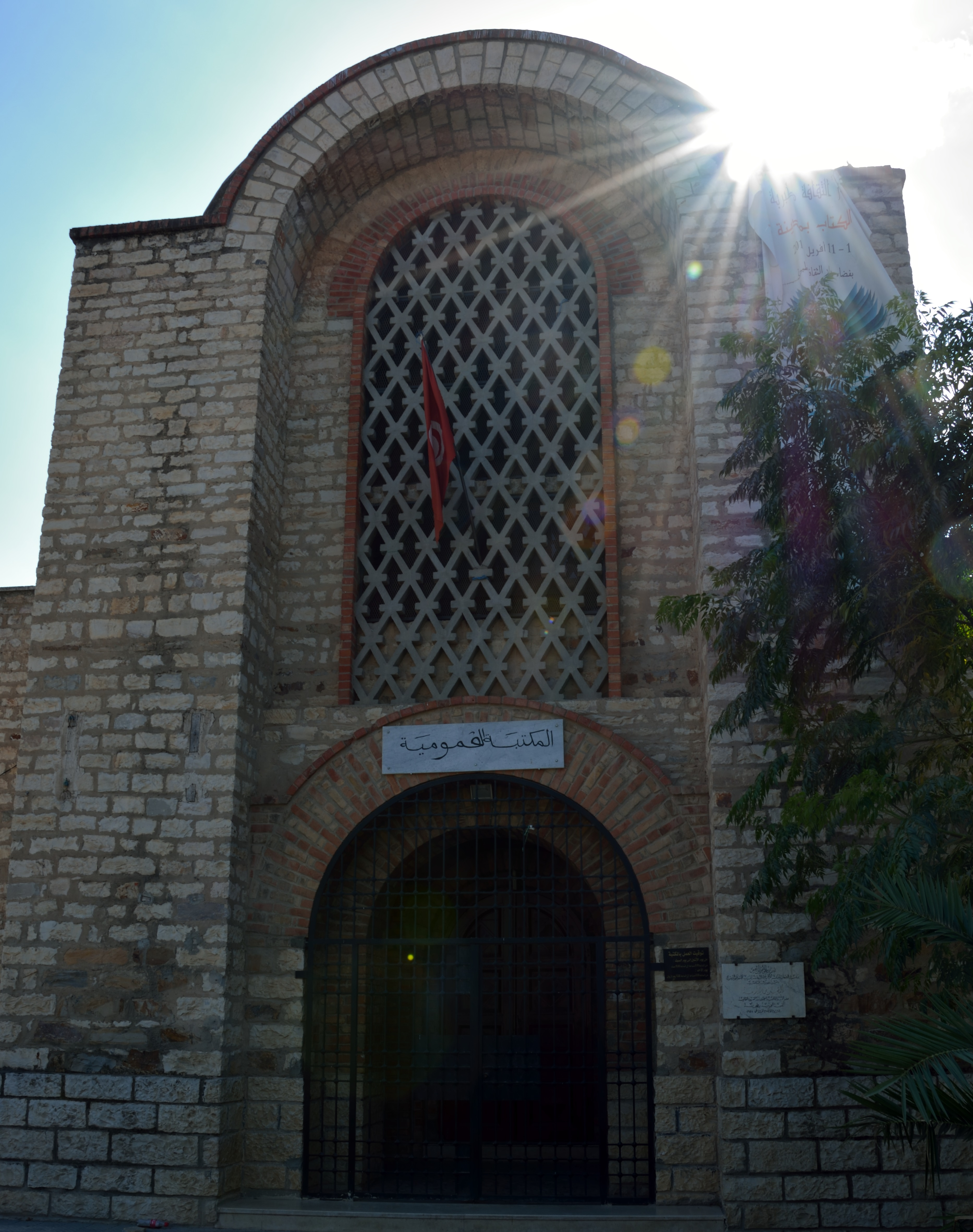
Porte de l'église.

Loin de recopier l'ancien édifice, l'architecte a imaginé le bâtiment en s'inspirant du style local, avec voûtes et briques rouges apparentes. Ambitieux, le projet couvre une surface de 560 m2 alors que l'ancienne église n'en avait que 395. Ce qui fait dire à l'abbé Doulut, chargé des chantiers de l'archevêché : « On voit grand et solide à Tebourba, l'avenir dira qu'ils ont eu raison ! » Un désaccord surgit toutefois lorsque les paroissiens exigent que l'autel de l'ancienne église soit installé dans le chœur, à la place de celui imaginé par l'architecte dans un style conforme au bâtiment. Ils finissent par avoir gain de cause et le nouvel autel est déplacé et installé sur la gauche de son concurrent.
Le nouvel édifice est inauguré le 17 octobre 1948. Le résident général de France en Tunisie se fait représenter par son délégué, Édouard de la Chauvinière. Le général commandant supérieur des troupes de Tunisie, Raymond Duval, est également présent. On veut rendre hommage aux sacrifices subis par la ville. La bénédiction de l'édifice est faite par l'archevêque de Carthage, Charles-Albert Gounot, qui a la délicatesse d'opérer le sacrement sur l'autel dessiné par l'architecte.
La nouvelle église remporte un vif succès. Un collège y ouvre même ses portes et acquiert une très bonne réputation. On y pratique l'enseignement en alternance pour les jeunes filles, les heures de travail étant réparties entre des heures de présence à l'école et du travail artisanal à domicile.

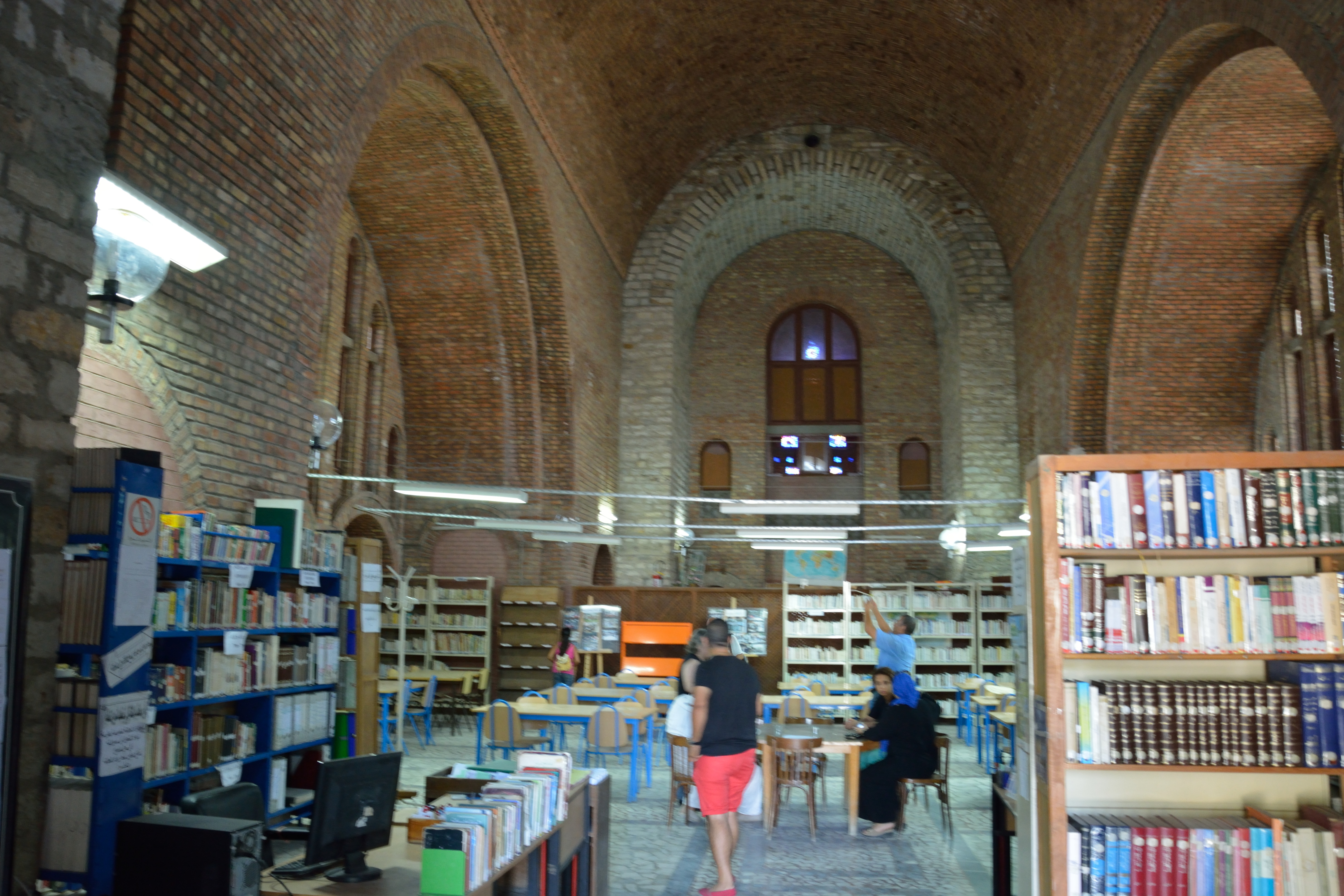
Intérieur de la bibliothèque.
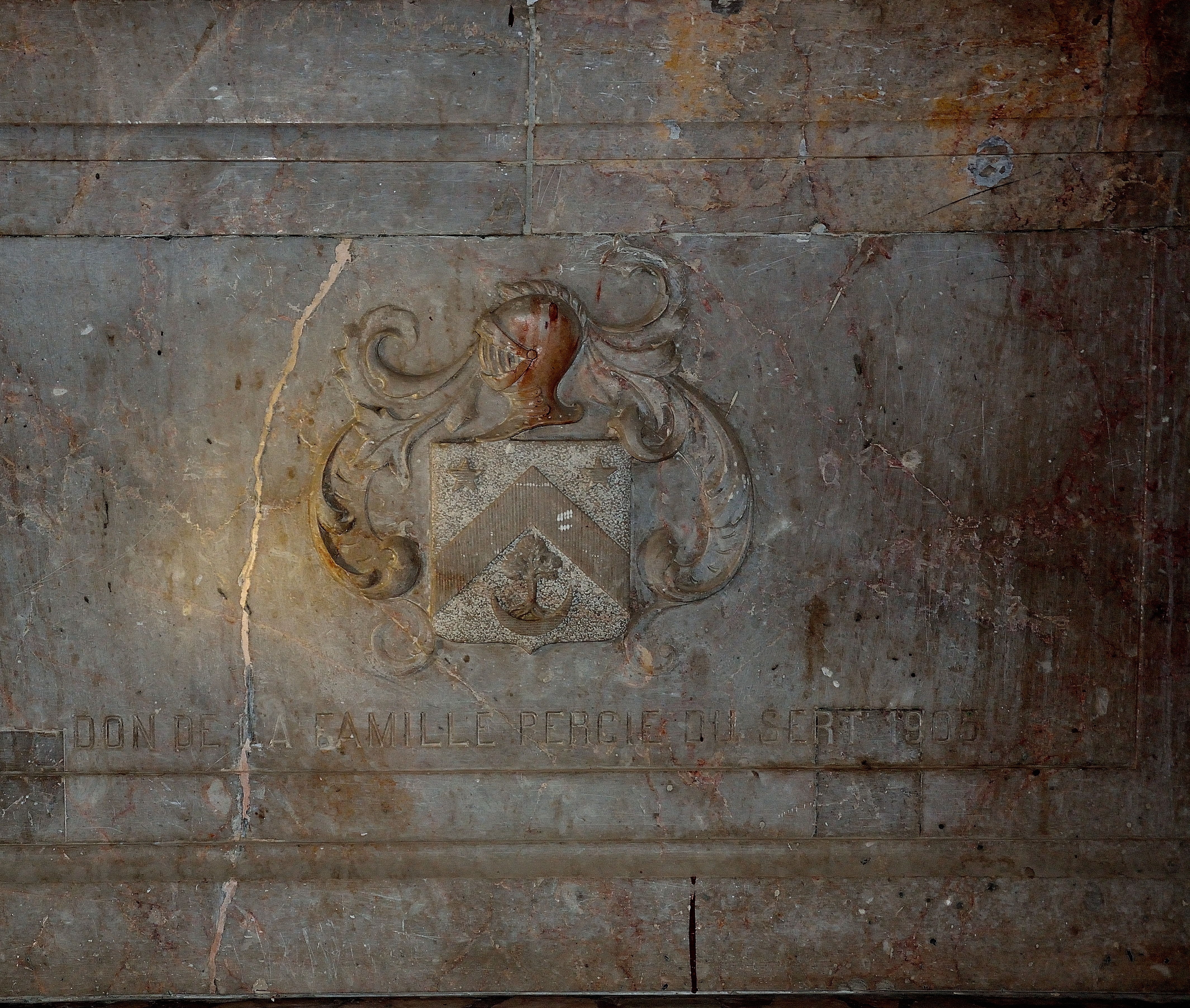
Blason de la famille Percy du Sert.
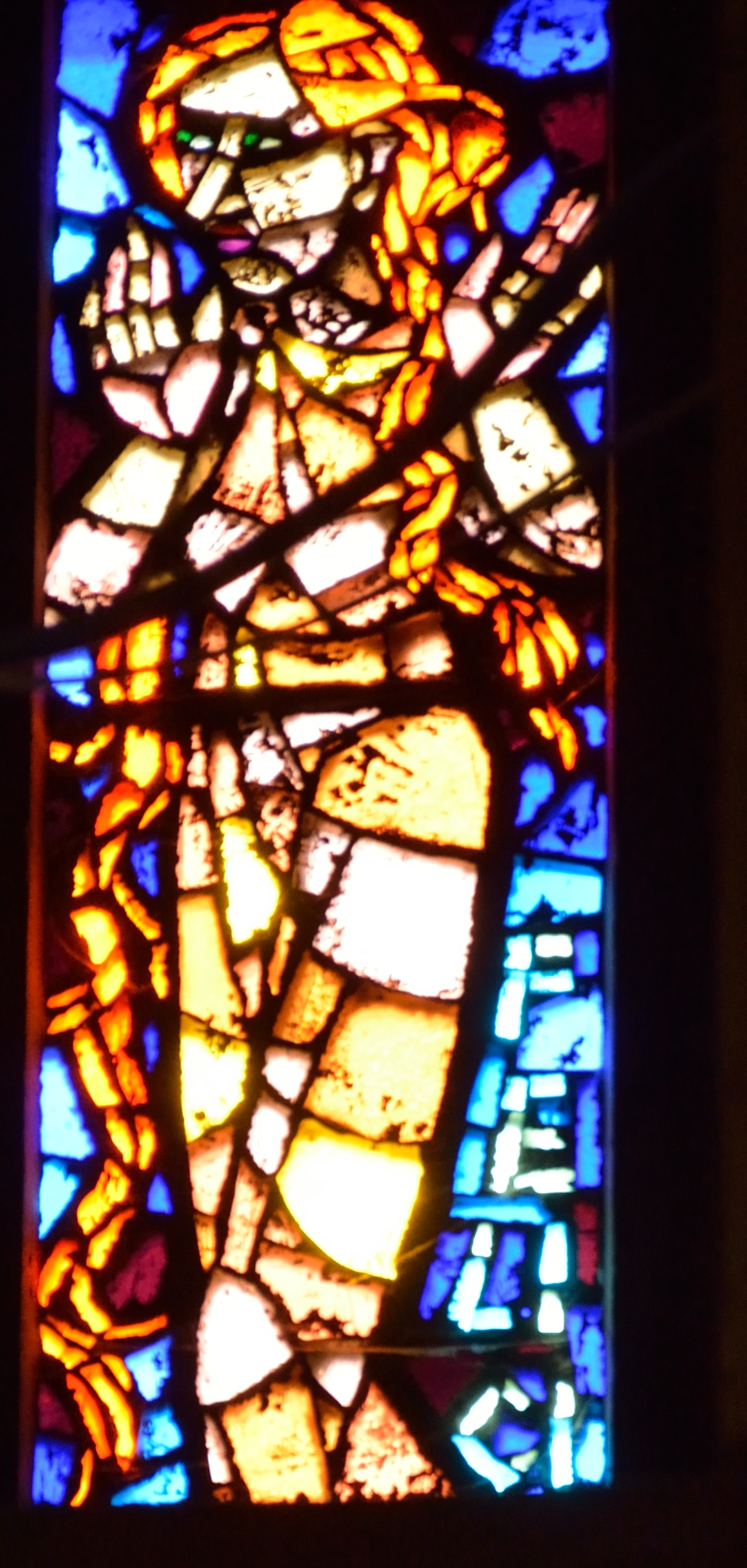
Vitrail représentant sainte Félicité.
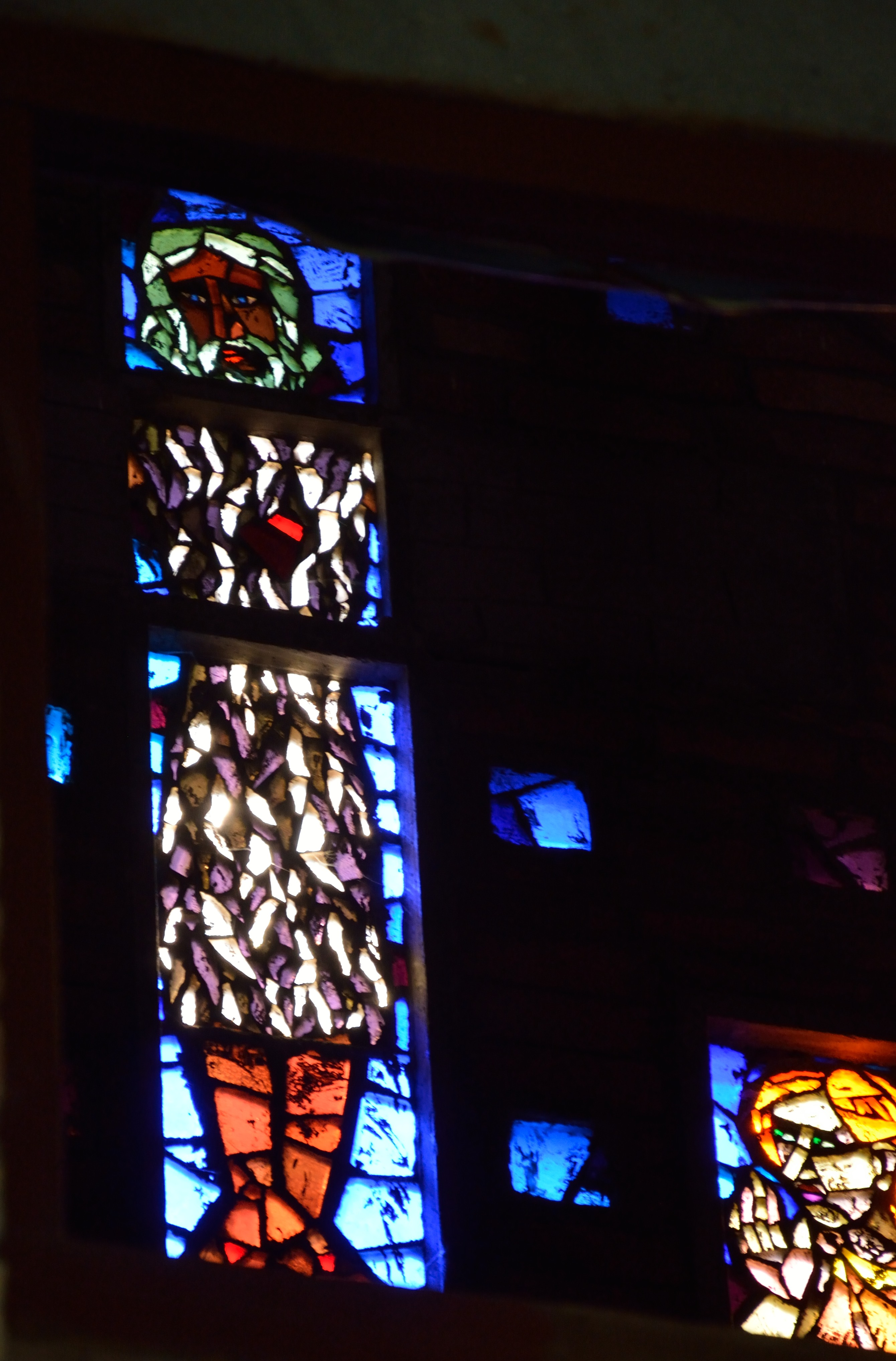
Vitrail représentant le Christ.
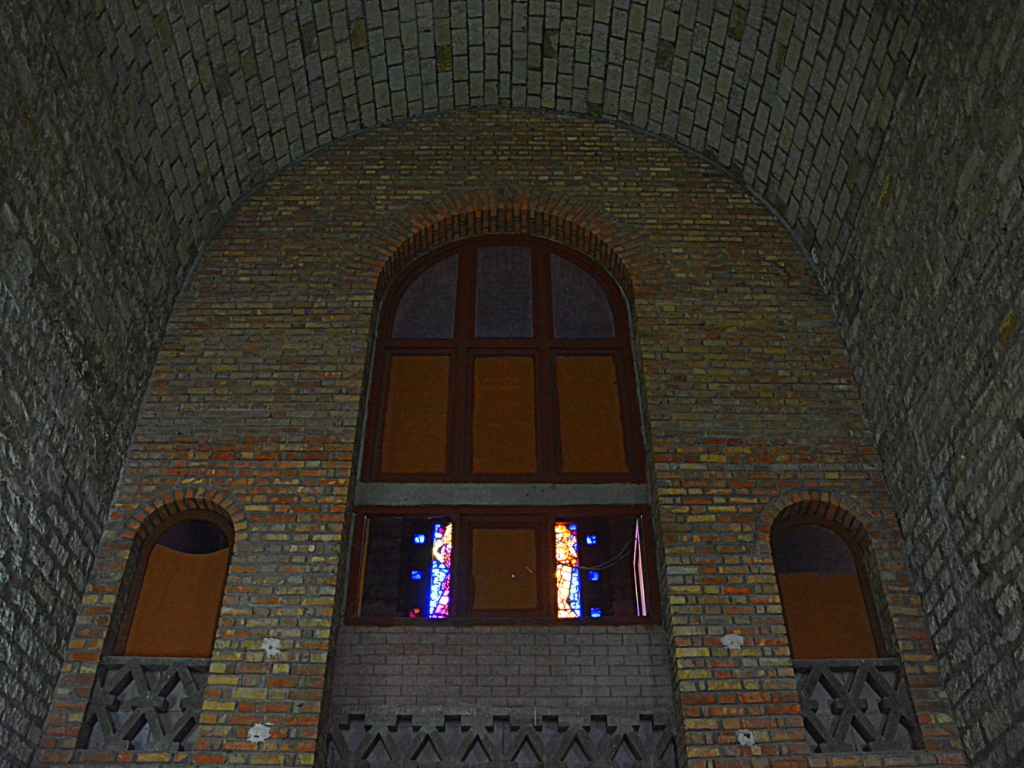
Détail de l'intérieur de la bibliothèque.

|      | Baptêmes | Mariages | Sépultures |
| ---- | -------- | -------- | ---------- |
| 1900 | 7        | 4        | 1          |
| 1910 | 6        | 2        | 1          |
| 1920 | 26       | 3        | 1          |
| 1930 | 9        | 4        | 8          |
| 1940 | 13       | 7        | 4          |
| 1950 | 41       | 7        | 8          |
| 1960 | 6        | 0        | 3          |
| 1970 | 19       | 4        | 0          |
| 1980 | 5        | 2        | 0          |
| 1990 | 8        | 1        | 1          |

## Bâtiment après l'indépendance
L'indépendance de la Tunisie en 1956 ne décourage pas les gestionnaires de l'édifice. De nouveaux vitraux sont commandés au maître verrier Henri Martin-Granel. Malgré le devis de 280 000 francs, deux panneaux représentant les deux saintes patronnes de l'église sont installés derrière l'autel. Un troisième représentant l'apparition du Christ à sainte Perpétue figure à l'intérieur d'un espace en forme de croix.
Tous ces investissements n'empêchent pas l'édifice d'être cédé au gouvernement tunisien à l'occasion du modus vivendi signé avec le Vatican le 10 juillet 1964. Le bâtiment est cédé gratuitement avec l'assurance qu'il ne sera utilisé qu'à des fins d'intérêt public compatibles avec son ancienne destination.
L'église est alors reconvertie en bibliothèque publique. Elle fait toujours l'admiration de ses visiteurs au point d'être classée monument historique par l'arrêté du 1er septembre 2000.

## Prélats responsables de l'église
- Abbé Andrieux (1901-1906) ;
- Abbé Trouillais (1912-1920) ;
- Abbé Boudange (1920-1928) ;
- Abbé Lefranc (1928-1929) ;
- Abbé Duhayon (1929-1939) ;
- Abbé Lanoir (1939-1942) ;
- Abbé Pelloquin (1946-1964).